# Rastovac Budački
Rastovac Budački is een plaats in de gemeente Krnjak in de Kroatische provincie Karlovac. De plaats telt 14 inwoners (2001).